# Elvis Thomas
Elvis Thomas (27 luglio 1972) è un ex calciatore canadese, di ruolo centrocampista.

## Palmarès

### Nazionale
- Gold Cup: 1

2000